# پیش به سوی بانک
پیش به سوی بانک (انگلیسی: Rob the Bank) یک فیلم کمدی فرانسوی محصول سال ۱۹۶۴ به کارگردانی ژان ژیرو نقش‌آفرینی لوئی دوفونس است.

## داستان
یک مغازه‌دار بداخلاق (با بازی لوئی دوفونس)، سرمایه‌گذاری مالی ناموفقی انجام داده و اکنون در آستانه ورشکستگی قرار گرفته است. او در واکنش به این اتفاق، خانواده‌اش را درگیر نقشه‌ای برای سرقت از بانکی در همسایگی مغازه‌اش می‌کند.